# 31号弗吉尼亚州州道
維吉尼亞州31號公路,位於東部，和薩塞克斯縣的韋克菲爾德的美國460號公路和威廉斯堡的維吉尼亞州199號公路和維吉尼亞州5號公路連接，這公路27英哩長。

## 主要交叉路口
薩塞克斯縣的韋克菲爾德的美國460號公路
在里士满和薩福克之間的維吉尼亞州10號公路
在詹姆斯市縣的殖民地大路
威廉斯堡的維吉尼亞州199號公路和維吉尼亞州5號公路